# Härnösand (đô thị)
Đô thị Härnösand (Härnösands kommun) là một đô thị ở hạt Västernorrland, phía bắc Thụy Điển. Thủ phủ là Härnösand (dân số 18.000).
Đô thị hiện nay đã được lập năm 1969 thông qua việc sáp nhập thành phố Härnösand với Särbrå (bản thân đơn vị này được lập năm 1952 khi năm đô thị cũ được sáp nhập với nhau) và Högsjö.

## Các trung tâm dân cư
- Härnösand (thủ phủ)
- Ramvik
- Utansjö
- Älandsbro